# Éloi Tassin
Éloi Tassin (Vay, 6 giugno 1912 – Les Sables-d'Olonne, 17 agosto 1977) è stato un ciclista su strada francese.

## Carriera
Professionista dal 1939 al 1950, vinse nel 1945 il campionato francese, e il Bretagne Classic-Ouest France. Vinse anche due tappe del Tour de France.

## Palmarès
- 1939

2a tappa Tour de France
Circuit de l'Indre
- 1945

Campionato nazionale francese su strada
Parigi-Limoges
Bretagne Classic Ouest-France
Manche-Ocean
Grand Prix des Nations
- 1946

Amargnac-Parigi
- 1947

17a tappa Tour de France
- 1948

Bretagne Classic Ouest France
- 1949

Parigi-Montceau-les-Mines